# Gathorne Gathorne-Hardy, 1. Earl of Cranbrook

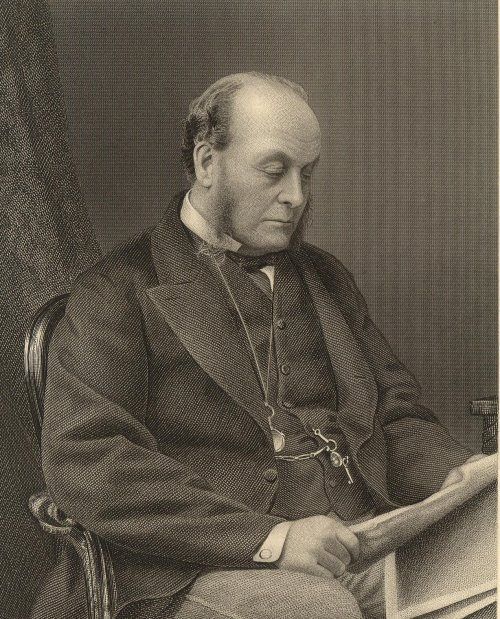
Gathorne Gathorne-Hardy, 1. Earl of Cranbrook

Gathorne Gathorne-Hardy, 1. Earl of Cranbrook GCSI PC DL JP (Geburtsname: Gathorne Hardy; * 1. Oktober 1814 in Bradford, Yorkshire; † 30. Oktober 1906 in Hemsted Park, Kent) war ein britischer Politiker der Conservative Party, der 22 Jahre lang Abgeordneter des House of Commons sowie Innenminister, Kriegsminister, Minister für Indien, Lord President of the Council und Chancellor of the Duchy of Lancaster war. 1878 wurde er geadelt und gehörte damit bis zu seinem Tod dem House of Lords als Mitglied an.

## Leben

### Herkunft, Rechtsanwalt und Unterhausabgeordneter
Hardy war der Sohn des Rechtsanwalts John Hardy, der mehrere Jahre den Wahlkreis Bradford als Abgeordneter im House of Commons vertreten hatte. Sein älterer Bruder John Hardy war ebenfalls mehrere Jahre Unterhausabgeordneter und vertrat dort zwischen 1859 und 1874 nacheinander die Wahlkreise Midhurst, Dartmouth und zuletzt Warwickshire Southern.
Er begann nach dem Besuch der Shrewsbury School am 22. November 1832 ein Studium am Oriel College der University of Oxford, das er 1836 mit einem Bachelor of Arts (B.A.) abschloss. Im Anschluss studierte er Rechtswissenschaften und begann nach der anwaltlichen Zulassung bei der Rechtsanwaltskammer (Inns of Court) von Inner Temple 1840 eine Tätigkeit als Barrister auf.
Seine politische Laufbahn begann Hardy, als er am 19. Februar 1856 als Kandidat der Conservative Party zum Abgeordneten in das House of Commons gewählt wurde und dort zunächst bis zum 11. Juli 1865 den Wahlkreis Leominster vertrat. Während dieser Zeit war er zwischen 1858 und 1859 Unterstaatssekretär im Innenministerium und absolvierte danach ein weiteres Studium am Oriel College, das er 1861 mit einem Master of Arts (M.A.) beendete. Anschließend war er zwischen dem 11. Juli 1865 bis zum 4. Mai 1878 Abgeordneter des Unterhauses für den Wahlkreis Oxford University.

### Minister

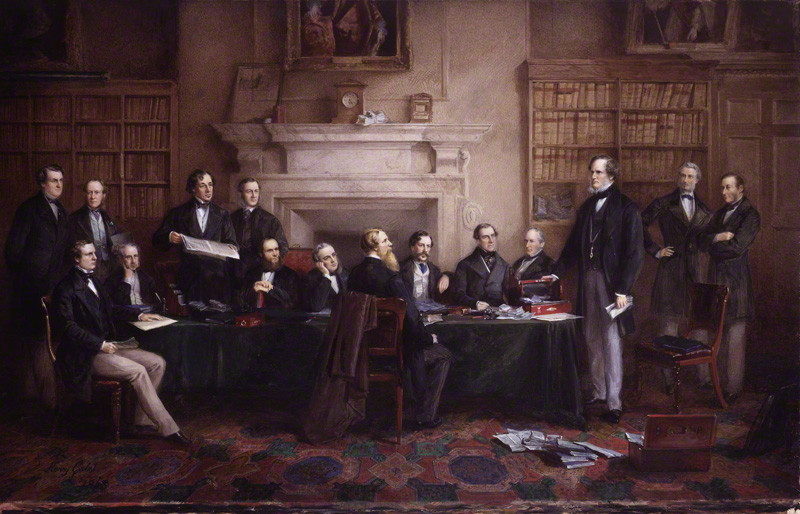
Das Kabinett des Earl of Derby (1867)

Während der Amtszeit von Premierminister Edward Smith-Stanley, 14. Earl of Derby fungierte Hardy zwischen 1866 und 1867 als Präsident der Wohlfahrtsbehörde (Poor Law Board). Am 13. Juni 1866 wurde ihm vom Oriel College eine Ehrendoktorwürde als Doctor of Civil Laws (DCL) verliehen und er am 6. Juli 1866 auch zum Privy Counsellor (PC) ernannt.
Im Mai 1867 übernahm er im Kabinett des Earl of Derby das Amt des Innenministers (Home Secretary) und übte dieses Ministeramt auch unter dessen Nachfolger Benjamin Disraeli bis Dezember 1868 aus. 1868 wurde er aufgrund seiner anwaltlichen Verdienste zu einem der sogenannten Bencher der Anwaltskammer von Inner Temple berufen.
Premierminister Disraeli berief ihn im Februar 1874 zum Kriegsminister (Secretary for War) in dessen zweites Kabinett. Im Rahmen einer Kabinettsumbildung übernahm er am 2. April 1878 von Robert Gascoyne-Cecil, 3. Marquess of Salisbury das Amt des Ministers für Indien (Secretary for India), während Frederick Arthur Stanley sein Nachfolger als Kriegsminister wurde. Das Amt des Ministers für Indien bekleidete er bis zum Ende von Disrealis Amtszeit am 23. April 1880.

### Oberhausmitglied

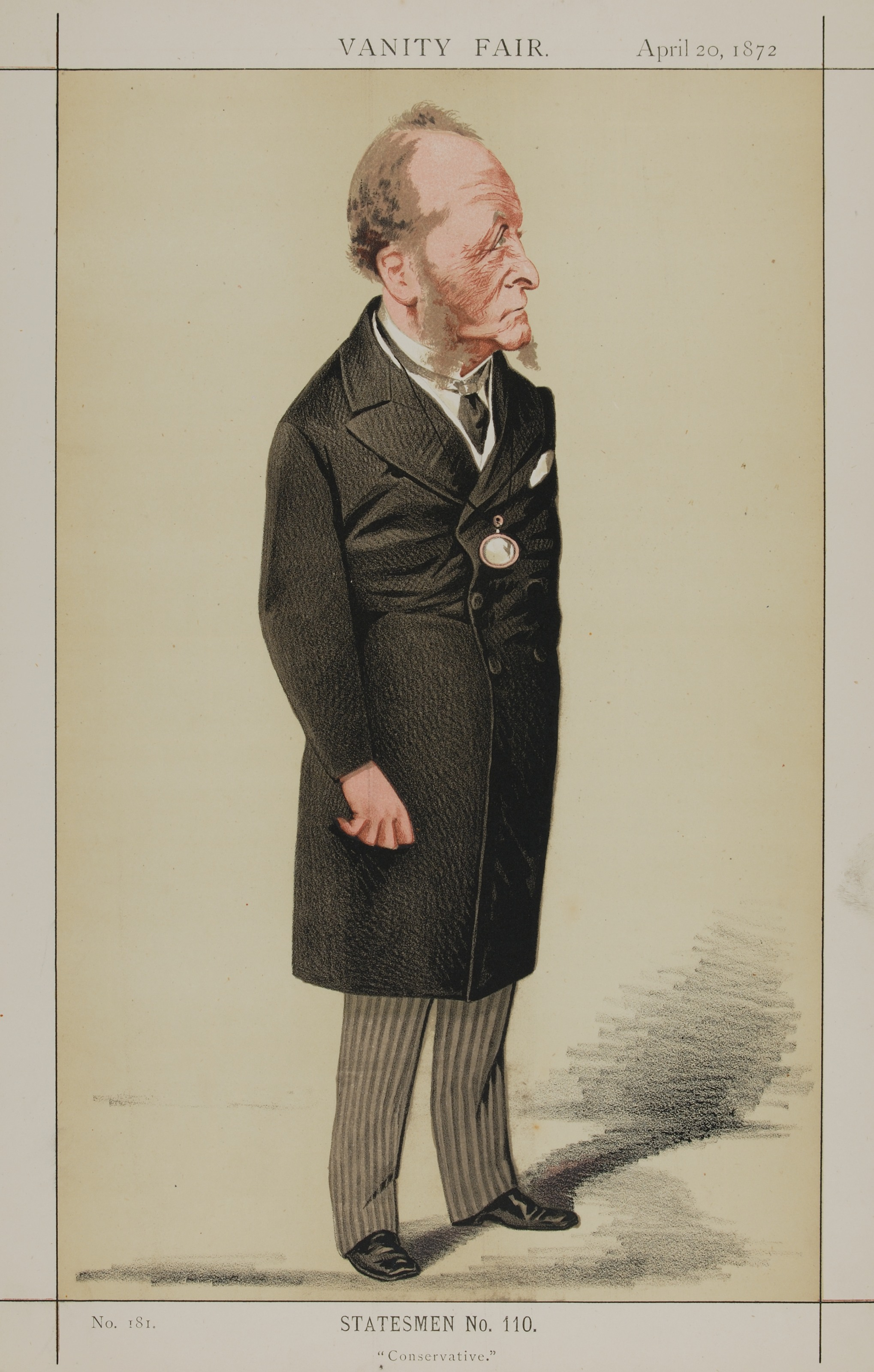
Gathorne Hardy (Karikatur im Magazin Vanity Fair, 20. April 1872)

Durch Letters Patent vom 4. Mai 1878 wurde Hardy als Viscount Cranbrook, of Hemsted in the County of Kent, zum erblichen Peer erhoben und wurde dadurch Mitglied des House of Lords. Eine Woche änderte er mit königlicher Lizenz (Royal Licence) seinen Familiennamen von Hardy in Gathorne-Hardy. Er bekleidete zeitweilig auch die Funktionen als Friedensrichter (Justice of the Peace) von Kent und West Riding of Yorkshire sowie als Deputy Lieutenant.
Viscount Cranbrook, der am 20. April 1880 zum Knight Grand Commander des Order of the Star of India (GCSI) ernannt wurde, wurde im Juni 1885 von Premierminister Robert Gascoyne-Cecil, 3. Marquess of Salisbury, zum Lord President of the Council ernannt, und bekleidete dieses Amt bis zum Ende von dessen Amtszeit im Februar 1886. Zugleich war er vom 21. Januar bis zum 6. Februar 1886 abermals Kriegsminister.
Nachdem der 3. Marquess of Salisbury am 3. August 1886 erneut Premierminister wurde, übernahm Viscount Cranbrook bis zum 15. August 1892 erneut das Amt des Lord President of the Council. Zugleich fungierte er zwischen dem 3. und dem 16. August 1886 auch als Chancellor of the Duchy of Lancaster.
Nach seinem Ausscheiden aus der Regierung wurden ihm durch Letters Patents vom 22. August 1892 auch die erblichen Adelstitel Earl of Cranbrook und Baron Medway, of Hemsted Park in the County of Kent, verliehen.

### Familie und Nachkommen
Aus seiner am 29. März 1838 mit der aus Irland stammenden Jane Orr geschlossenen Ehe gingen zwei Töchter und drei Söhne hervor.
Seine älteste Tochter Margaret Evelyn Gathorne-Hardy war mit George Goschen, 2. Viscount Goschen verheiratet, der von 1895 bis 1906 Abgeordneter des House of Commons für den Wahlkreis East Grinstead, zwischen 1924 und 1929 Gouverneur von Madras und als solcher 1929 kurzzeitig kommissarischer Vizekönig von Indien war.
Sein ältester Sohn John Gathorne-Hardy war ebenfalls mehrere Jahre Unterhausabgeordneter für die Wahlkreise Rye und Mid Kent und erbte beim Tod seines Vaters am 30. Oktober 1906 dessen Adelstitel sowie die damit verbundene Mitgliedschaft im House of Lords.
Sein zweitältester Sohn Charles Gathorne Gathorne-Hardy diente als Oberst bei den Grenadier Guards, während sein jüngster Sohn Alfred Gathorne-Hardy ebenfalls mehrere Jahre Mitglied des House of Commons war und dort die Wahlkreise Canterbury und später East Grinstead vertrat.